# Уиздом, Патрик
Патрик Иэн Уиздом (англ. Patrick Ian Wisdom, 27 августа 1991, Марриета, Калифорния) — американский бейсболист, игрок первой и третьей баз клуба Главной лиги бейсбола «Чикаго Кабс».

## Биография
Патрик Уиздом родился 27 августа 1991 года в Марриете в Калифорнии. В 2009 году он окончил старшую школу Марриета-Вэлли, затем учился в Калифорнийском колледже святой Марии в Мораге. На драфте Главной лиги бейсбола 2012 года Уиздом был выбран клубом «Сент-Луис Кардиналс» под общим 52 номером.
После подписания контракта Уиздом начал профессиональную карьеру в фарм-системе «Кардиналс». К 2017 году он продвинулся до уровня AAA-лиги, на котором выступал за «Мемфис Редбердс». В сезоне 2017 года он выбил 31 хоум-ран, выиграл с командой чемпионат Лиги Тихоокеанского побережья и был признан самым ценным игроком Чемпионской серии лиги. В первой части сезона 2018 года Уиздом отбивал с лучшим в карьере показателем 28,9 %, выбил 14 хоум-ранов и набрал 58 RBI в 103 сыгранных матчах. Летом он принял участие в матче всех звёзд Лиги Тихоокеанского побережья. В августе 2018 года он был вызван в основной состав «Сент-Луиса», заменив травмированного Яиро Муньоса. Всего за семь сезонов в фарм-командах «Кардиналс» он провёл 747 матчей. До конца сезона Уиздом сыграл за команду в 32 матчах, выбив четыре хоум-рана и набрав десять RBI. В декабре 2018 года «Кардиналс» обменяли его в «Техас Рейнджерс» на аутфилдера Дрю Робинсона.
В 2019 году Уиздом входил в расширенный состав «Рейнджерс», большую часть сезона проведя в составе фарм-клуба AAA-лиги «Нэшвилл Саундс». За команду он сыграл 107 матчей, выбив 31 хоум-ран и набрав 74 RBI. В защите он выходил на поле на пяти различных позициях. В основном составе «Рейнджерс» Уиздом провёл девять игр. После завершения сезона он получил статус свободного агента и в ноябре 2019 года подписал однолетний контракт с «Сиэтлом». В августе 2020 года «Маринерс» выставили его на драфт отказов, за команду он не провёл ни одного матча. После этого Уиздом подписал контракт игрока младшей лиги с «Чикаго Кабс». В составе клуба он дебютировал в сентябре, сыграв два матча в заключительной неделе регулярного чемпионата. В январе 2021 года Уиздом подписал с «Кабс» новый контракт игрока младшей лиги.